# ويليام ميخائيل كوسغروف
ويليام ميخائيل كوسغروف (بالإنجليزية: William Michael Cosgrove)‏ هو قسيس أمريكي، ولد في 26 نوفمبر 1916 في كانتون في الولايات المتحدة، وتوفي في 11 ديسمبر 1992.